# I Am Cait
Pour les articles homonymes, voir Jenner.
Appelez-moi Cait (I Am Cait) est une émission de téléréalité documentaire américaine en seize épisodes de 42 minutes diffusée entre le 26 juillet 2015 et le 24 avril 2016 sur E!. Elle raconte la vie de Caitlyn Jenner après sa transition de genre.
La série documentaire diffère de L'Incroyable Famille Kardashian, une série de téléréalité dans laquelle Jenner a joué avec sa famille.
Au Québec, l'émission est diffusée à partir du 18 juillet 2016 à MusiquePlus.

## Synopsis
Retour sur l'histoire inédite de Caitlyn Jenner dans sa nouvelle vie de femme transgenre.

## Production
Le réseau a annoncé la série de documentaires le 24 avril, immédiatement après la sortie de Caitlyn Jenner (alors Bruce) en tant que transgenre lors d'une entrevue accordée à Diane Sawyer dans 20/20. « Bruce est incroyablement courageux et inspirant, et nous sommes fiers de nous voir confier cette histoire profondément personnelle et importante », a déclaré Jeff Olde, responsable de la programmation chez E!. « Cette série présentera un aspect non filtré alors que Bruce entre hardiment dans un territoire inconnu et est fidèle à lui-même pour la première fois », a ajouté Olde. La série a sélectionné un groupe de consultants de renom, dont Jennifer Finney Boylan, Marie Keller et Susan P. Landon, qui travailleront sur l'émission pour le garder perspicace, ainsi que le soutien de GLAAD, une agence de défense des médias axée sur les LGBTQ. La première bande-annonce de la série, intitulée I Am Cait, est sortie le 3 juin 2015 après que Jenner se soit présentée comme Caitlyn dans l'interview de Vanity Fair.
L'idée de la série de télé-réalité qui documenterait la transition entre les sexes de Caitlyn Jenner a été introduite environ un an avant que la série soit annoncée au public. Jeff Jenkins, l'un des producteurs de L'Incroyable Famille Kardashian, a reçu un appel concernant une rencontre avec Jenner, confirmant ainsi les rumeurs de sa transition. La série est confirmée plusieurs mois plus tard une fois que Jenner a eu la bonne idée du but de la série. « Elle aurait été tellement poursuivie pour l'histoire et c'est pourquoi, si j'ai bien compris, elle a décidé… afin qu'elle puisse tout dire de la bonne manière », Jenkins spécifia les raisons pour lesquelles Jenner avait accepté la série. « Pourquoi ai-je décidé de faire une série ? Je raconte mon histoire… Il s'agit de devenir ce que vous êtes vraiment », a ensuite expliqué Jenner, elle-même, à propos des raisons pour lesquelles elle a ouvert sa vie à la télévision dans l'une des vidéos promotionnelles.
Quelques jours après l'entretien avec Diane Sawyer, E! a diffusé un épisode spécial en deux parties dans L'Incroyable Famille Kardashian, dans lequel un autre aspect de l'histoire était raconté, mettant en vedette des membres de la famille qui n'avaient pas comparu dans l'interview précédente de 20/20. Dee Lockett, écrivant pour Vulture, a émis l'hypothèse que les interviews étaient « une stratégie pour la transition de Caitlyn afin de devenir le prochain spectacle à ne pas manquer de la série, [I am Cait] ». Caitlyn Jenner est apparue dans l’émission de télé-réalité familiale depuis son introduction et a été considérée comme un personnage marginalisé. Lockett a également noté que la spéciale « était un essai, à la fois pour Caitlyn et E!, pour voir à quoi ressemblerait leur série de télé-réalité préférée des fans, avec l'un de ses personnages (et noms) les plus sous-estimés dirigeant l'émission. »
En octobre, la série a été renouvelée pour une deuxième saison, qui a débuté le 6 mars 2016.

## Distribution
- Caitlyn Jenner
- Candis Cayne
- Ella Giselle (en)
- Kate Bornstein
- Courtney Nanson
- Chandi Moore (en)
- Jennifer Finney Boylan (en)
- Zackary Drucker (en)